# سرمایه‌داری‌ستیزی

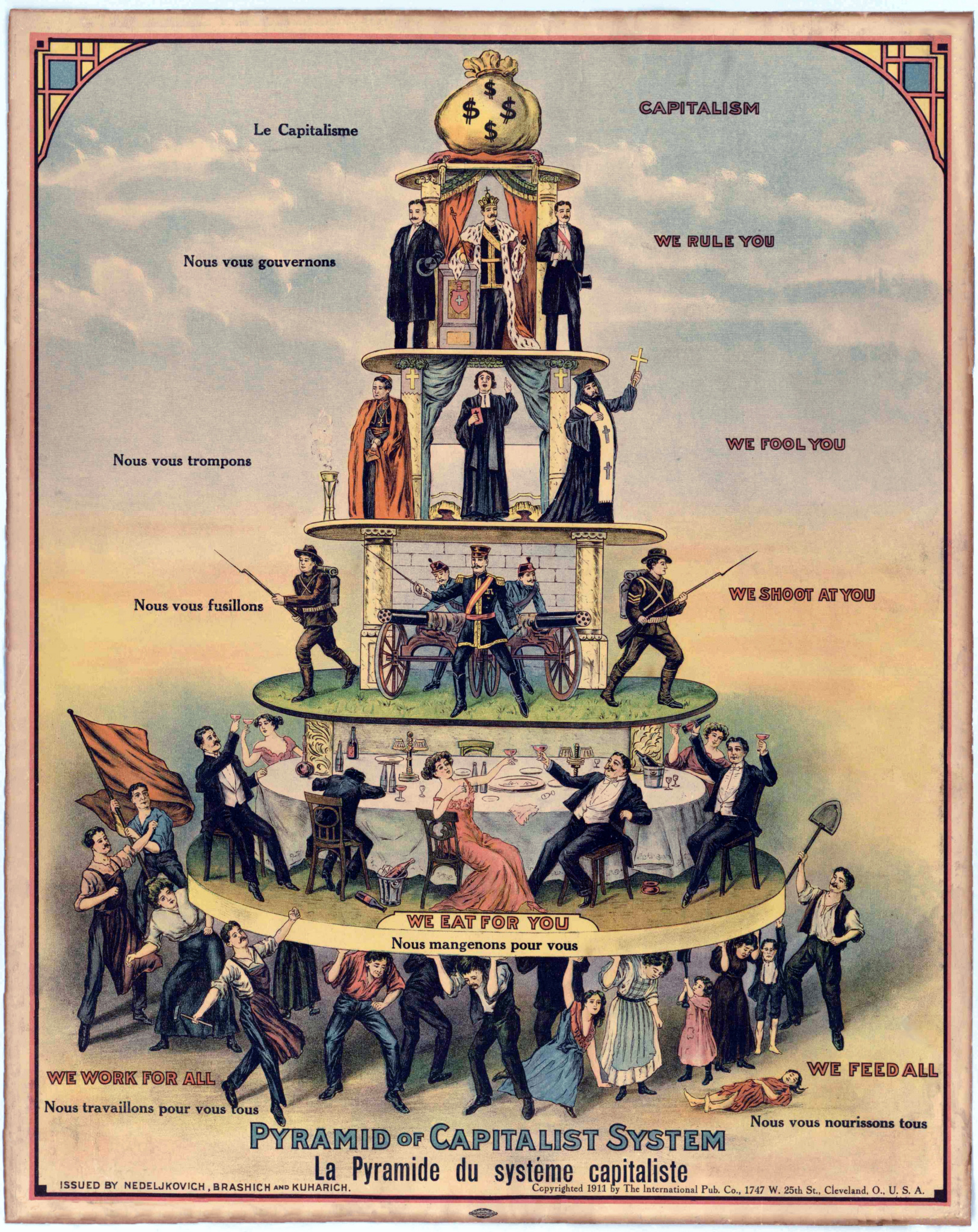
«هرم نظام سرمایه‌داری»، پوستری از کارگران صنعتی جهان مربوط به سال ۱۹۱۱ میلادی

سرمایه‌داری‌ستیزی، ضد-سرمایه‌داری، کاپیتالیسم ستیزی یا آنتی کاپیتالیسم (به انگلیسی: Anti-Capitalism) (یا ضد-سرمایه‌گرایی)، نوعی جنبش و ایدئولوژی سیاسی است که دربرگیرندهٔ انواع متنوعی از نگرش‌ها و ایده‌های مخالف با تفکر سرمایه‌داری می‌باشد. از این جهت، ضد-سرمایه‌داران کسانی‌اند که آرزومند جایگزینی سرمایه‌داری با نوع دیگری از نظام اقتصادی، اغلب نوعی سوسیالیسم، می‌باشند.

## سوسیالیسم

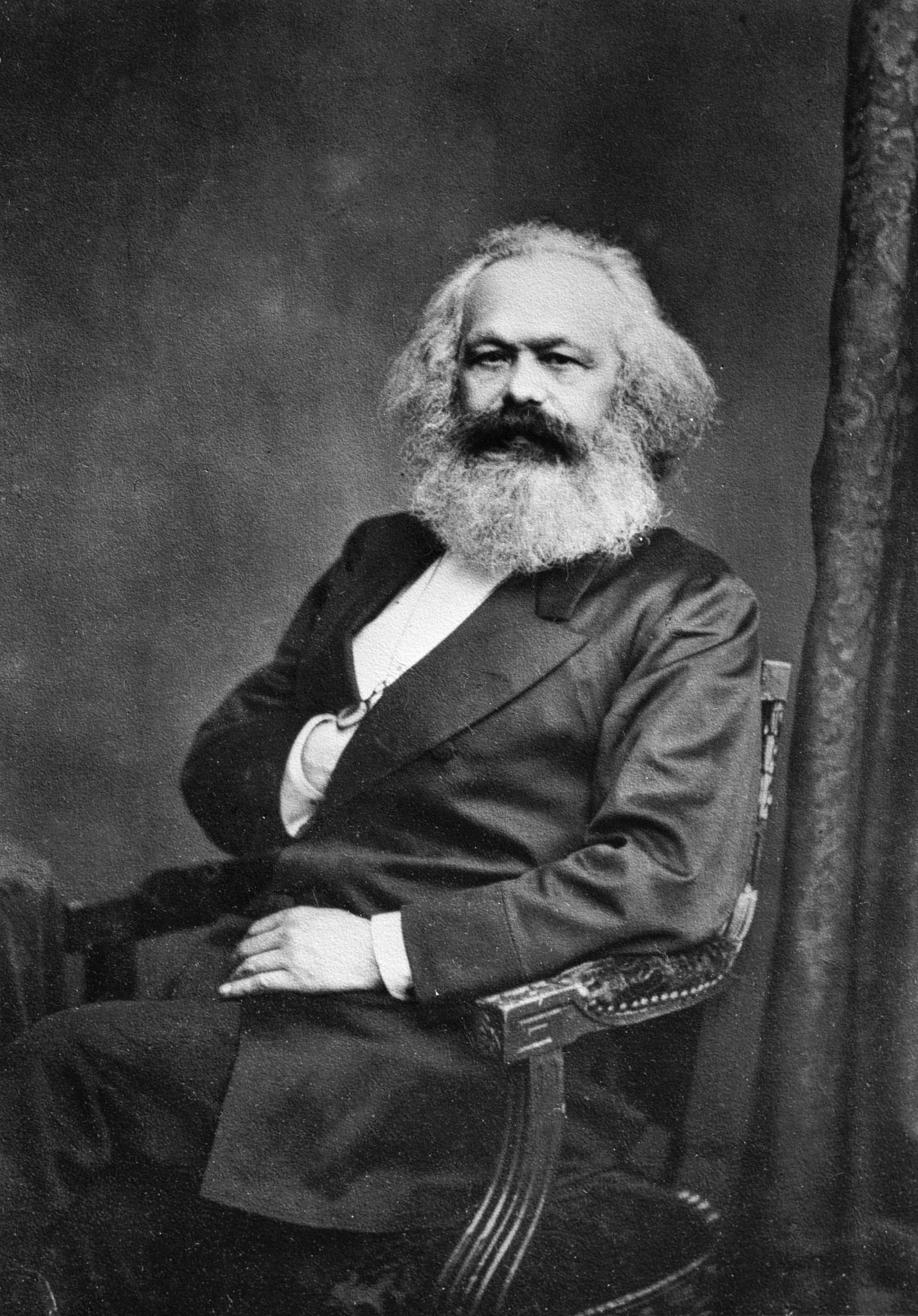
کارل مارکس، که از سوی عده زیادی، به عنوان یکی از پدران بنیانگذار تفکر ضد-سرمایه‌داری شناخته می‌گردد.

سوسیالیسم، از مالکیت عمومی یا مستقیم کارگران دفاع کرده و طرفدار مدیریت ابزار تولید و تخصیص منابع بوده، و همچنین جامعه‌ای را خواهانند که در آن برای تمام افراد، دسترسی برابر به منابع، با روش مساوات‌خواهی وجود داشته باشد.
1. نظریه یا سیاستی از سازمان‌دهی اجتماعی که مدعی یا مدافع مالکیت و کنترل دموکراتیک ابزارهای تولید، توسط کارگران یا کل جامعه بوده، به گونه‌ای که این ابزارهای تولیدی توسط آن‌ها، به نفع همگان مدیریت و توزیع گردد.
2. سوسیالیست‌ها، به نفع تعاونی کارگری/اقتصاد اجتماع، یا ارتفاعات مسلط بر اقتصاد،[۳] همراه با کنترل دموکراتیک حکومت توسط مردم دلیل می‌آورند، گرچه که فلسفه‌های غیر دموکراتیک نیز وجود داشته‌اند. مالکیت بر «حکومت» یا «تعاونی کارگری»، در تقابل بنیادین با مالکیت «خصوصی» ابزارهای تولیدی قرار دارد، که از ویژگی‌های اصلی سرمایه‌داری است. بسیاری از سوسیالیست‌ها استدلال می‌آورند که سرمایه‌داری به صورت غیرمنصفانه، قدرت، ثروت و منافع را در میان قطعه کوچکی از جامعه که سرمایه‌ها را کنترل می‌کنند متمرکز کرده و ثروتشان را از طریق بهره‌کشی به‌دست می‌آورند.

سوسیالیست‌ها می‌گویند که تجمع سرمایه از طریق اثرات جانبی موجب اتلاف منابع شده که نیازمند اقدامات تنظیم‌کننده و اصلاح‌گر هزینه‌برداری می‌باشد. همچنین اشاره می‌کنند که این فرایند موجب ایجاد صنایع و اعمال زائدی است که وجودشان تنها جهت ایجاد تقاضای کافی برای محصولاتی است که فروششان سودآور باشند (همچون تبلیغات پر-فشار)؛ ازین رو به جای ارضاء نیازهای اقتصادی، صرفاً حجم تولیدات بالا می‌رود.

## سنت‌گرایی
طیف‌های سنت‌گرا و محافظه‌کار جامعه ممکن است نسبت به کاپیتالیسم لیبرال نظر مساعدی نداشته باشند. خصوصاً در قاره اروپا بسیاری از افراد محافظه کار و سنت‌گرا از تأثیرات سرمایه‌داری بر فرهنگ و آداب و سنن ناراضی می‌باشند.

## اکوفمینیسم
اکوفمینیست‌ها در مورد رابطه سرمایه‌داری و جهان طبیعت انتقاد دارند و لذا با تغییر و تحول در طبیعت برای خدمت به اهداف و منافع انسان مخالف هستند. آن‌ها ذات سرمایه‌داری را باعث کاهش رابطه دوستانه انسان‌ها با یکدیگر و با جهان طبیعت می‌دانند. آن‌ها سرمایه‌داری را به‌عنوان یک ساخت‌ و‌ ساز پدرسالارانه می‌دانند که بر اساس استثمار زنان، استثمار طبیعت و استعمار مردم دیگر شکل گرفته‌است.

## فاشیسم
فاشیسم در مورد سرمایه‌داری مواضع مختلط دارد. در عین حال که از حقوق مالکیت خصوصی و حکومت محوری و کورپوراتیسم حمایت می‌کند، ولی موضعی خصمانه نسبت به مفاهیم لسه فر سرمایه‌داری (به فرانسوی: Laissez-faire)، سیستم بازار آزاد، تجارت آزاد، فردگرایی اقتصادی، فرهنگ مصرف‌گرایی، و فرهنگ بورژوایی دارد. فاشیسم نیز همانند مارکسیسم، معتقد است که تضاد طبقاتی، حفظ یک ویژگی ذاتی در جوامع سرمایه‌داری است. به همین دلیل به دنبال آن است که فاصله طبقاتی را توسط دولت جبران کند.

## مذهب
کلیسای کاتولیک، ربا را منع نموده‌است؛ ولی با شورش رفرم‌های پروتستانی علیه تعصبات پاپی و با فرارسیدن عصر روشنگری و رد آموزش‌های اخلاقی پاپی، «مسیحیت اروپا» برخی از انواع شارژ و بهره را پذیرفت. این امر موجب برخی تغییرات اجتماعی گردید که اجازه می‌داد فئودالیسم با کاپیتالیسم یا سایر روش‌های حکومت جایگزین شود.
مسیحیت منبع انتقادات بسیاری از سرمایه‌داری به‌خصوص آن جنبه‌های مادی آن بوده‌ است.

## جنبش‌های ضد جهانی‌سازی
جنبش ضد جهانی‌سازی جنبشی فعال در سراسر جهان است. این جنبش منتقد جهانی شدن سرمایه‌داری می‌باشد. فعالان ضد جهانی‌سازی از ماهیت غیر دموکراتیک نهادینه‌شدن سرمایه‌داری در جهان انتقاد دارند. آن‌ها مخالف با ترویج جهانی نئولیبرالیسم هستند و معتقدند که نهادهای بین‌المللی مانند صندوق بین‌المللی پول (IMF) و بانک جهانی که از مروجین جهانی نئولیبرالیسم هستند به اثرات غالباً ویرانگر سرمایه‌داری جهانی در شرایط محلی کشورها بی‌توجه هستند.
جلسات این نهادها اغلب با اعتراضهای شدید فعالان جنبش ضد جهانی‌سازی مواجه شده‌اند.